# Pössl Freizeit und Sport
Die Pössl Freizeit & Sport GmbH ist ein deutscher Hersteller von Reisemobilen auf Basis von Kastenwagen und Vans. Während an mehreren Standorten in Deutschland produziert wird, befindet sich der Firmensitz und die Verwaltung in Ainring, Oberbayern. Die Pössl Group umfasst auf Kastenwagenbasis derzeit die Marken Pössl, Globecar, Roadcar sowie Clever Vans und auf Van-Basis die Marken Campster, Vanster, Campstar und Vanstar.

## Geschichte

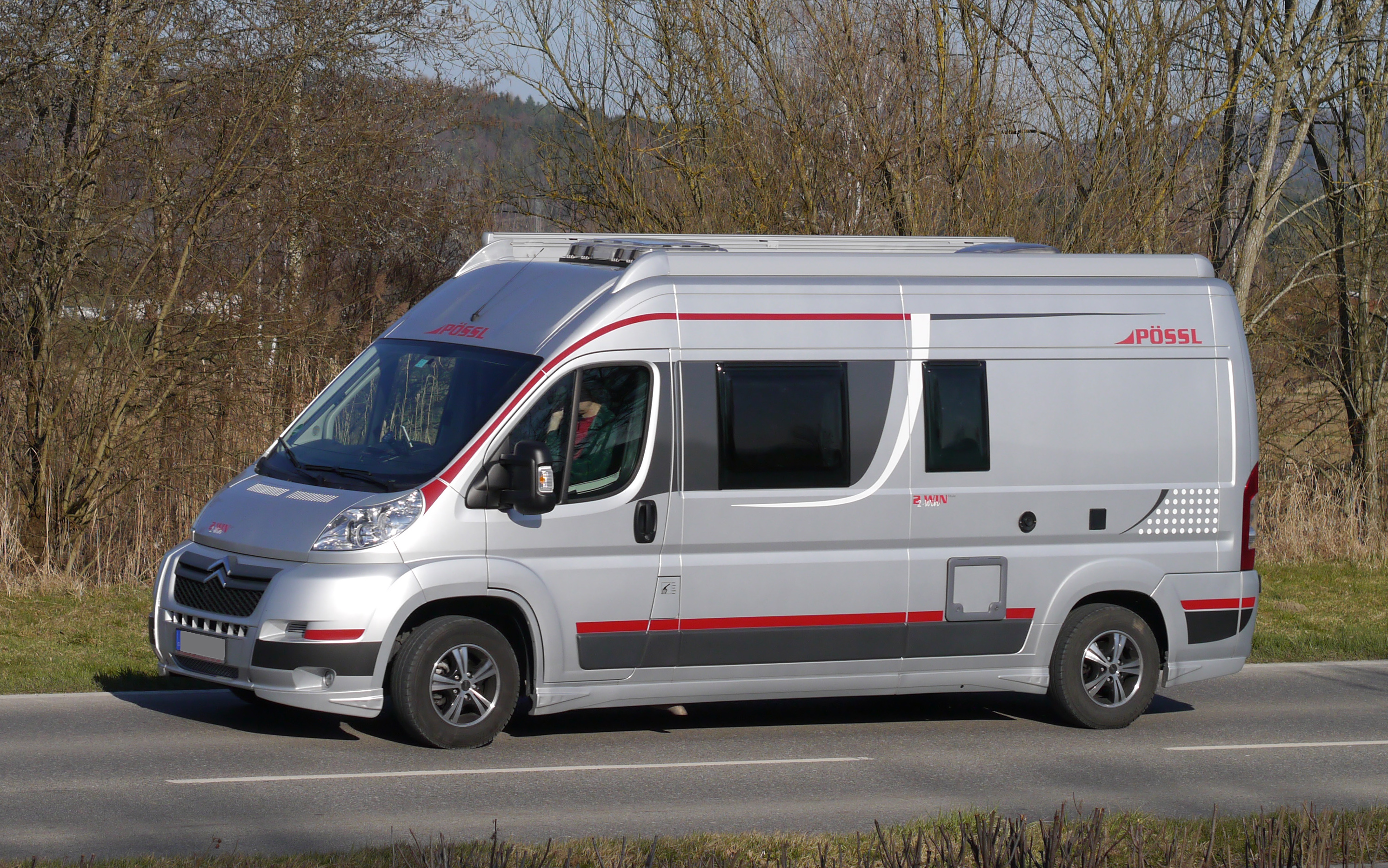
Citroën Jumper II mit Pössl-Ausbau

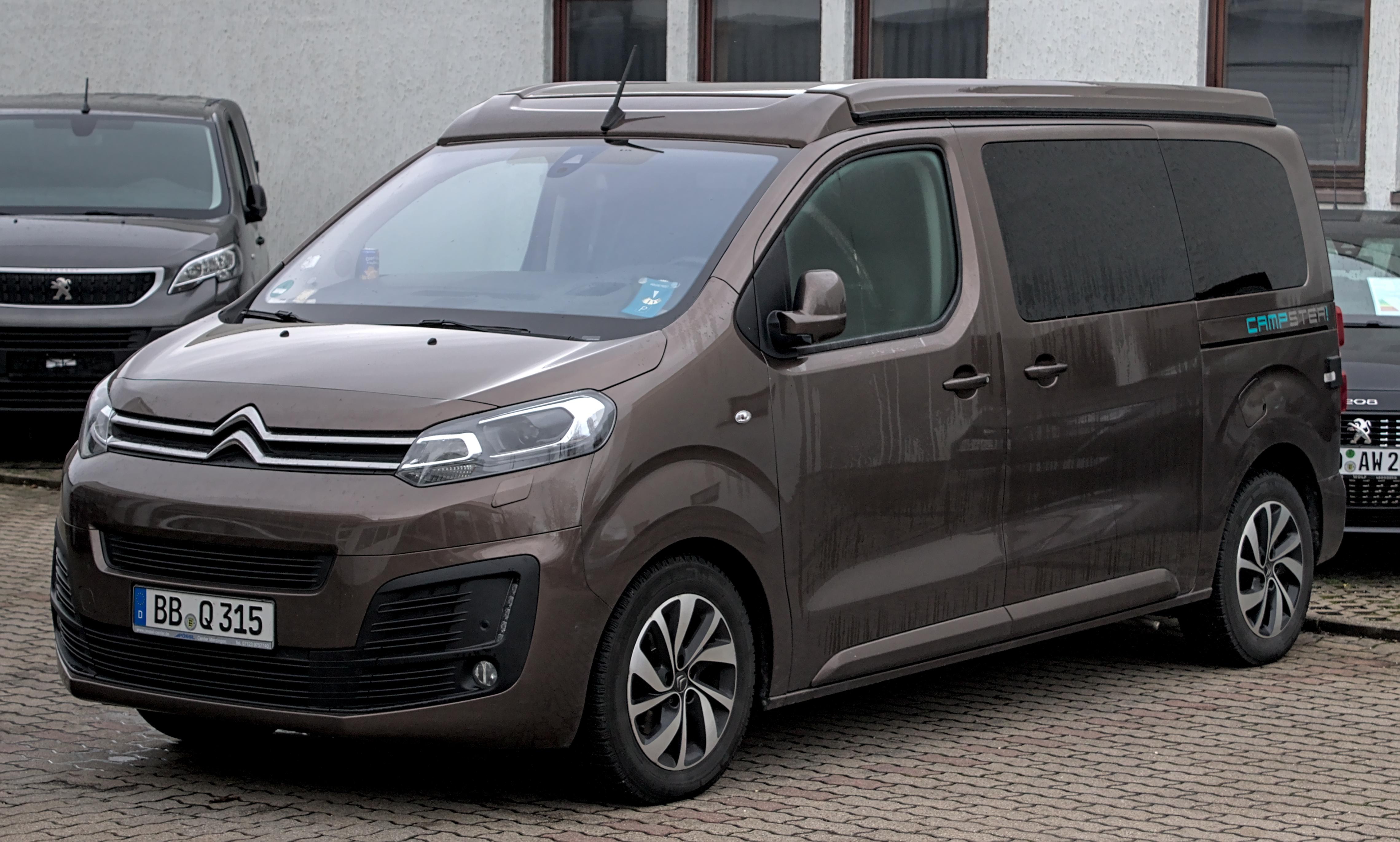
Citroën Spacetourer Campster

Die ersten Pössl Reisemobile wurden von Peter Pössl Ende der 80er Jahre realisiert. 2002 verkaufte Pössl sein Unternehmen an die Glück-Gruppe, die ihren Sitz in Gräfelfing hat.

## Absatz
Im Geschäftsjahr 2014 verkaufte Pössl mehr als 3.600 Fahrzeuge, etwa ein Drittel davon unter der Marke „Globecar“. 2020 erreichte die Pössl Group ein Produktionsvolumen von rund 13.500 Fahrzeugen.

## Modelle
- Fan und Family (1989)
- Duo 2000, Duo Van, Duett und Pössl Family
- 2Win (2002)
- Travelscout, Travelscout L und Globescout (2004) (unter der Marke Globecar)
- Concorde Compact (2007)
- Twenty und Nero (2009) (Sondermodelle)
- Summit 640 (2016)
- Campster (2016)
- Trenta (2019) (Sondermodell)
- 2Win S (2020) (Sondermodell)
- D-Line (2021)
- Trenta (2021)
- Summit (2021)
- H-Line (2021)
- Plus (2021)